# منطقه سایه

منطقه سایه لرزه‌ای

منطقه سایه لرزه‌ای به بخشی از سطح زمین گفته می‌شود که در آن دستگاه لرزه‌سنج به سختی می‌تواند یک زمین‌لرزه را پس از عبور امواج لرزه‌ای از درون زمین تشخیص دهد. هنگام روی‌دادن زمین‌لرزه، امواج لرزه‌ای به شکل کروی از کانون زمین‌لرزه خارج می‌شوند. امواج اولیه زمین‌لرزه توسط هسته مایع بیرونی زمین دچار شکست شده و در فاصله ۱۰۴ تا ۱۴۰ درجه‌ای (فاصله تقریبی ۱۱٬۵۷۰ تا ۱۵٬۵۷۰ کیلومتری) نسبت به رومرکز زمین‌لرزه دریافت نمی‌شود. امواج ثانویه زمین‌لرزه نیز نمی‌توانند از هسته مایع بیرونی زمین عبور کرده و در فاصله بیش از ۱۰۴ درجه‌ای (تقریباً ۱۱٬۵۷۰ کیلومتری) رومرکز زمین‌لرزه دریافت نمی‌شوند. بخشی از امواج پی که پس از خروج از هسته بیرونی زمین به امواج اس تبدیل شده‌اند، ممکن است در فاصله بیش از ۱۴۰ درجه‌ای رومرکز زمین‌لرزه دریافت شوند.
دلیل این وضعیت آن است که سرعت امواج پی و اس به تفاوت ویژگی‌های موادی که این امواج از آن عبور می‌کنند و تفاوت روابط ریاضی در سرعت این امواج در هر محیط بستگی دارد. این سه ویژگی مواد عبارتند از ضریب تراکم‌پذیری همدما ({\displaystyle k})، چگالی ({\displaystyle p}) و سفتی  ({\displaystyle u}). سرعت موجب پی برابر است با {\displaystyle {\sqrt {(k+{\tfrac {4}{3}}u)/p}}} در حالی که سرعت موج اس با {\displaystyle {\sqrt {(u/p)}}} برابر است، بنابراین سرعت موج اس کاملاً به سفتی موادی که این موج از آن می‌گذرد بستگی دارد. از آنجا که مایعات فاقد سفتی هستند، سرعت موج اس در هنگام عبور از مایعات صفر می‌شود. موج پی فقط تا حدی وابسته به سفتی مواد بوده و با وجود کاهش سرعت در زمان عبور از مایعات، بخشی از سرعت خود را حفظ می‌کنند. تحلیل لرزه‌شناسی زمین‌لرزه‌های متعدد ثبت‌شده و منطقه سایه در آن‌ها در سال ۱۹۰۶ توسط ریچارد دیکسون اولدهام انجام شد و از این مطالعات چنین نتیجه‌گیری شد که هسته بیرونی زمین مایع است.